# Cehegín
Cehegín è un comune spagnolo di 16 235 abitanti situato nella comunità autonoma di Murcia.